# Croce Rossa Sammarinese
La Croce Rossa Sammarinese (CRS) è la Società Nazionale del Movimento Internazionale di Croce Rossa e Mezzaluna Rossa operante nel territorio della Repubblica di San Marino, ha sede in Via Scialoja, 40 a Cailungo, curazia (frazione) di Borgo Maggiore.

## Denominazione ufficiale
- Croce Rossa Sammarinese (C.R.S.), denominazione italiana, riportata sulle divise, sui mezzi e sul materiale divulgativo;
- Sammarinese Red Cross (SRC), in inglese, utilizzata internazionalmente e presso la Federazione.

## Storia
Nel 1915, all'entrata in guerra dell'Italia nella prima guerra mondiale, nacque una Delegazione della Croce Rossa Italiana a San Marino che già nel 1918 aveva un responsabile in ognuno dei Castelli.
La Croce Rossa Sammarinese divenne un'Associazione indipendente dalla Croce Rossa Italiana nel 1949, e venne subito riconosciuta con la legge n. 57 del 1º dicembre 1949. Nel 1950 l'associazione viene riconosciuta dal Comitato Internazionale della Croce Rossa e nel 1952 viene ammessa nell'allora "Lega delle Società di Croce Rossa" (l'attuale Federazione).

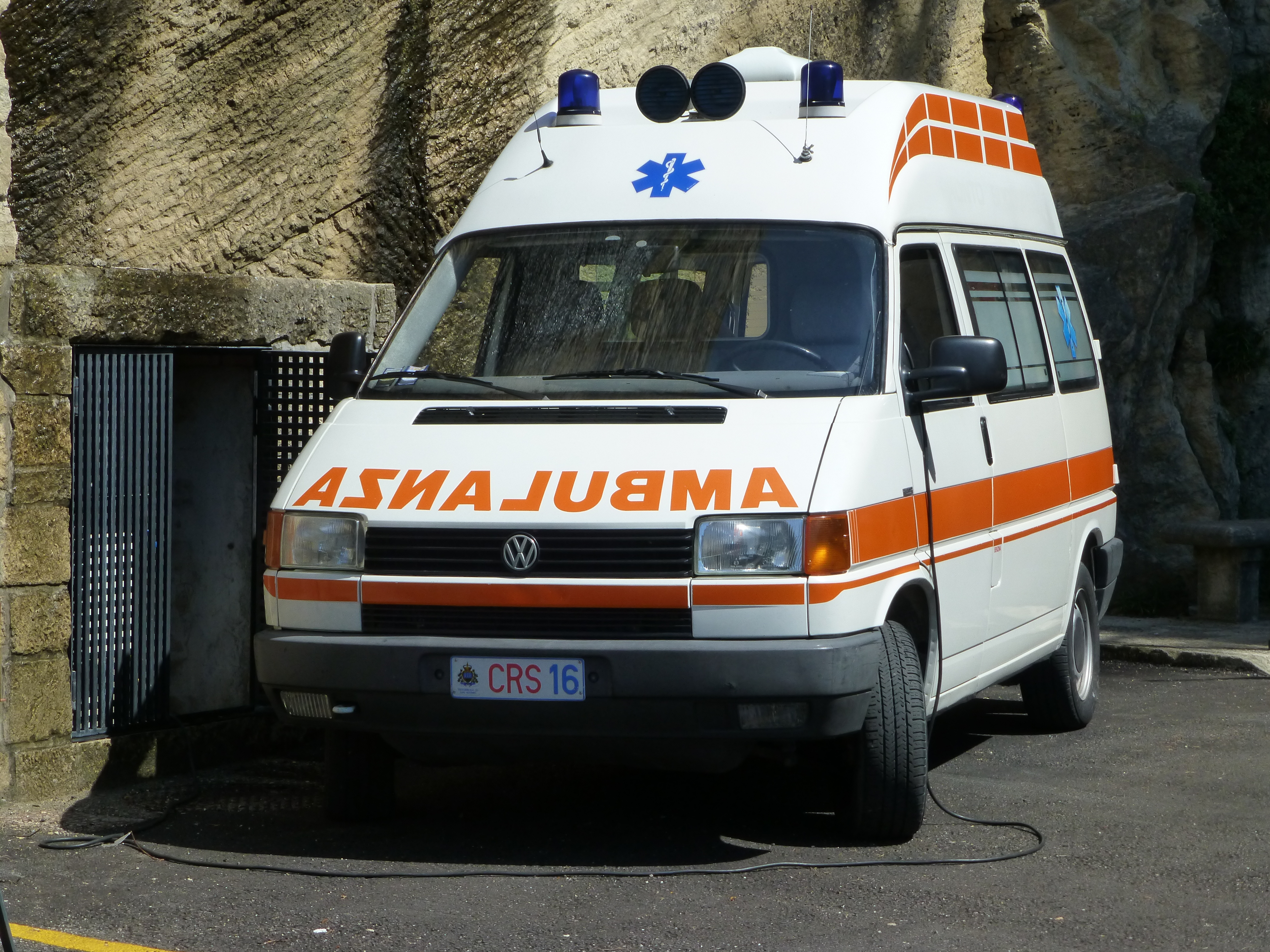
Ambulanza Volkswagen T4 della Croce Rossa Sammarinese nella sede di Via Scialoja, 12 a Cailungo.

## Organizzazione
La Croce Rossa sammarinese è governata da un Consiglio di dieci membri eletti dall'assemblea ogni due anni.

## Sezioni
La Croce Rossa Sammarinese è organizzata in tre sezioni:
- Città che comprende i castelli di Città di San Marino, Chiesanuova, Fiorentino e Montegiardino.
- Borgo che comprende i castelli di Borgo Maggiore, Acquaviva e Faetano.
- Serravalle che comprende i castelli di Serravalle e Domagnano.

## Risorse umane
La Società conta oltre 1.554 membri (2001), tutti volontari; non esiste personale dipendente.

## Attività
La CRS è uno dei membri del Rome Consensus per la lotta alla tossicodipendenza.